# Carl Persson i Stallerhult
Carl Persson (i riksdagen kallad Persson i Stallerhult), född 24 oktober 1844 i Korsberga församling, Skaraborgs län, död där 20 februari 1926, var en svensk lantbrukare och riksdagsman i lantmannapartiet.

## Biografi
Persson bosatte sig 1874 på gården Stallerhult som låg i hans födelseförsamling. Gården ägdes av hans svärfar men när denne avled 1879 övertog Persson gården. Han hade haft flera kommunala uppdrag, när han 1881 av Vartofta och Frökinds domsagas valkrets valdes till ledamot av andra kammaren, som han oavbrutet tillhörde ända till 1918. Som protektionist deltog Persson 1888 i nya lantmannapartiets bildande, men då han var stark sparsamhetsivrare och av politiskt moderat kynne, drogs hans sympatier snart mera åt det gamla lantmannapartiet, till vilket han anslöt sig 1892. Av det genom sammanslagningen 1895 förenade partiet invaldes han 1899 i förtroenderådet och hade från 1912 samma funktion i lantmanna- och borgarpartiet.
Persson var 1888–1890 ledamot av lagutskottet, och tillhörde 1891–1918 statsutskottet. Med stöd av ett ovanligt starkt minne kom han att utgöra ett levande lexikon rörande mångfaldiga grenar av statsförvaltningen, och hans deciderade sparsamhetstendenser har vanligen fört honom i främsta ledet vid nagelfarandet av begärda anslag, ej minst militära. Han var också motståndare till härordningsförslagen av 1892 och 1901, då han tillhörde försvarsutskottet. Som vice ordförande i 1904 års läroverksutskott medverkade Persson till den då antagna läroverksreformen.
Tidigt betygade Persson sin sympati för en moderat rösträttsreform, men hyste en avgjord obenägenhet för den proportionella valprincipen och bekämpade 1904–1907 alla förslag som byggde på dess grundval. Vid båda urtima riksdagarna 1905 tillhörde Persson det särskilda utskottet för behandling av i samband med unionens upplösning stående spörsmål. Åren 1909–1911 trädde Persson mer i förgrunden, då han uppträdde till Lindmanska ministärens försvar mot vänsterpartiernas anfall, men återtog sedermera en mera tillbakadragen ställning. Han var från 1907 ledamot av talmanskonferensen och var vid sommarriksdagen 1914 ledamot av försvarsutskottet.
Persson fick sin arbetsförmåga erkänd av Kungl. Maj:t dels genom att sju gånger bli utnämnd statsrevisor, dels genom sitt inkallande i en stor mängd kommittéer, bland annat för sammanslagning av post- och telegrafverken (1899–1901), civila pensionskommittén (1899–1902), löneregleringskommittén (från 1902) och försvarsberedningarna (från 1911), liksom han från 1908 tillhörde Civilkommissionen. Av Skaraborgs läns landsting var han ledamot 1885–1892 och 1896–1922 (1902–1910 som vice ordförande och 1911–1919 som ordförande). Persson lämnade Andra kammaren efter urtima riksdagen hösten 1918. I hemorten innehade Persson flera offentliga uppdrag även efter riksdagstiden.